# Rio Corbu (Litoral)
O Rio Corbu é um rio da Romênia, afluente do Mar Negro, localizado no distrito de Constanţa.